# 46-й меридіан західної довготи
46-й меридіан західної довготи — лінія довготи, що лежить на 46 градусів західніше Гринвіцького меридіана. Вона проходить від Північного полюса через Північний Льодовитий океан, Гренландію, Атлантичний океан, Південну Америку, Південний океан та Антарктиду до Південного полюса.
46-й меридіан західної довготи формує велике коло разом із 134-тим меридіаном східної довготи.

## Список географічних об'єктів, що перетинає 46° зх. д.
Починаючи на Північному полюсі та рухаючись до Південного полюса, 46-й меридіан західної довготи проходить через:
| Координати                                                 | Країна, територія або море  | Примітки |
| ---------------------------------------------------------- | --------------------------- | --- |
| 90°0′ пн. ш. 46°0′ зх. д. / 90.000° пн. ш. 46.000° зх. д.  | Північний Льодовитий океан  | |
| 83°41′ пн. ш. 46°0′ зх. д. / 83.683° пн. ш. 46.000° зх. д. | Море Лінкольна              | |
| 83°6′ пн. ш. 46°0′ зх. д. / 83.100° пн. ш. 46.000° зх. д.  | Гренландія                  | Проходить через острів Свердрупа[en] |
| 82°51′ пн. ш. 46°0′ зх. д. / 82.850° пн. ш. 46.000° зх. д. | Море Лінкольна              | |
| 82°38′ пн. ш. 46°0′ зх. д. / 82.633° пн. ш. 46.000° зх. д. | Гренландія                  | Проходить через Землю Нерса[en] |
| 82°15′ пн. ш. 46°0′ зх. д. / 82.250° пн. ш. 46.000° зх. д. | Фьорд Вікторія[en]          | |
| 81°59′ пн. ш. 46°0′ зх. д. / 81.983° пн. ш. 46.000° зх. д. | Гренландія                  | Проходить через Землю Вульфа[en] |
| 60°33′ пн. ш. 46°0′ зх. д. / 60.550° пн. ш. 46.000° зх. д. | Атлантичний океан           | |
| 1°7′ пд. ш. 46°0′ зх. д. / 1.117° пд. ш. 46.000° зх. д.    | Бразилія                    | Мараньян Токантінс Баїя Гояс Баїя — приблизно на 16 км Мінас-Жерайс — приблизно на 9 км Баїя — приблизно на 9 км Мінас-Жерайс Сан-Паулу — проходить західніше Сан-Жозе-дус-Кампуса |
| 23°48′ пд. ш. 46°0′ зх. д. / 23.800° пд. ш. 46.000° зх. д. | Атлантичний океан           | |
| 60°0′ пд. ш. 46°0′ зх. д. / 60.000° пд. ш. 46.000° зх. д.  | Південний океан             | |
| 60°34′ пд. ш. 46°0′ зх. д. / 60.567° пд. ш. 46.000° зх. д. | Південні Оркнейські острови | Проходить через острів Коронейшн (претендують Аргентина та Велика Британія) |
| 60°38′ пд. ш. 46°0′ зх. д. / 60.633° пд. ш. 46.000° зх. д. | Південний океан             | |
| 77°56′ пд. ш. 46°0′ зх. д. / 77.933° пд. ш. 46.000° зх. д. | Антарктида                  | Проходить через Аргентинську Антарктиду та Британську Антарктичну Територію (претендують Аргентина та Велика Британія)                                                             |